# Megalomus navasi
Megalomus navasi is een insect uit de familie van de bruine gaasvliegen (Hemerobiidae), die tot de orde netvleugeligen (Neuroptera) behoort. 
Megalomus navasi is voor het eerst wetenschappelijk beschreven door Lacroix in 1912.